# Jan Vondrouš
Jan Vondrouš (* 7. dubna 1978) je český levicový zelený politik – národní socialista, spoluzakladatel a bývalý místopředseda Demokratické strany zelených. Od roku 2012 působil ve straně LEV 21 – Národní socialisté, jíž však později opustil. V roce 2018 pak založil hnutí NE-VOLIM.CZ, později přejmenované na Vize národních socialistů, kterému do července 2020 předsedal. Od července 2020 je předsedou strany VIZE – národní socialisté. V březnu roku 2021 podal návrh na registraci politického hnutí Přísaha, o což se snažil také Robert Šlachta. Jako předseda strany VIZE – národní socialisté se tím snažil poukázat na nespravedlivé jednání Roberta Šlachty vůči jiným politickým subjektům.

## Politická kariéra
Již v době studií na Univerzitě Hradec Králové (1999–2003) se zabýval reálnou politikou – na částečný úvazek pracoval jako manažer České strany národně sociální. V této straně se snažil aktivně vystupovat v oblasti ochrany přírody a lidských práv po vzoru Prof. Vl. Krajiny. Ze strany ale odešel z důvodu jejího směřování k nacionalismu a sbližování s tehdejší krajně pravicovou Národní stranou v čele s Petrou Edelmannovou.
Proto se rozhodl využít nabídky bývalého primátora Hlavního města Prahy Jana Kasla a podílel se na volební kampani politické strany SNK ED v historicky prvních eurovolbách v ČR v roce 2004. Následně se stal po zisku 11 % asistentem poslance Evropského parlamentu Josefa Zieleniece.
V roce 2008 se stal členem Strany zelených, později předsedou její krajské organizace v Liberci. Jeho volbu však vedení strany neuznalo a dosadilo na přechodné období tehdejšího ministra školství Ondřeje Lišku. V únoru 2009 proto na protest proti Bursíkově politice ze Strany zelených vystoupil a spoluzaložil Demokratickou stranu zelených. Na jejím ustavujícím shromáždění byl 20. března 2009 zvolen jejím místopředsedou. Poté, co stranu ovládl medialní magnát Jaromír Soukup, Jan Vondrouš stranu opustil.
V roce 2012 jej oslovil expremiér Jiří Paroubek, předseda nově vzniklé politické strany LEV 21 – Národní socialisté, navazujicí na dřívější národní socialisty. Jan Vondrouš se tak po krátkém intermezzu vrátil k národně sociální politice.
Ve volbách do Evropského parlamentu v roce 2014 kandidoval na 25. místě kandidátky strany LEV 21 – Národní socialisté.
Ve volbách do Senátu PČR v roce 2018 kandidoval v obvodu č. 29 – Litoměřice za politické hnutí NE-VOLIM.CZ, které založil a od července 2018 mu také předsedal. Se ziskem 2,88 % hlasů skončil na posledním 9. místě.
Ve volbách do Evropského parlamentu v květnu 2019 kandidoval na 3. místě kandidátky hnutí NE-VOLIM.CZ, ale nebyl zvolen.
V únoru 2020 se hnutí NE-VOLIM.CZ přejmenovalo na hnutí Vize národních socialistů (VIZE-NS). To však v červenci 2020 ukončilo svou aktivní činnost. Ještě v polovině července 2020 však byla založena nová strana VIZE – národní socialisté (VIZENS) a Vondrouš byl dne 23. července 2020 zvolen jejím předsedou.
V krajských volbách v roce 2020 byl lídrem strany VIZE – národní socialisté v Ústeckém kraji.

## Postoje
Jan Vondrouš vystupuje proti výstavbě dálnice D35 přes Český ráj i v její tzv. superseverní variantě, protože podle něj počet aut v daném úseku nenaplňuje potřebnost čtyřpruhové komunikace. Dále je proti umístění radaru protiraketové obrany na území ČR. Na rozdíl od Strany zelených není proti jaderné energetice, vidí však značné ekonomické rozpory v dostavbě jaderné elektrárny Temelín. Podle jeho vyjádření by politika zelených měla být na politickém spektru mírně vlevo, jako je tomu u zelených stran v Evropě. Z důvodu svého nesouhlasu s programovým směřováním obou českých zelených stran nepůsobí ani v jedné z nich. Proto se vrátil k politice národně sociální, která podle jeho názoru lépe vystihuje vztah člověka k přírodě. Vedle toho ale také upřednostňuje sociální program a národnostní ve smyslu rovnosti nejen v národě, ale i mezi národy.
Jan Vondrouš se zasazuje o obnovu železniční trati 097 z Lovosic do Teplic, jejíž část byla zasypána v roce 2013 sesuvem půdy. Pomáhá rovněž v boji proti nevýhodné privatizaci Podřipské nemocnice s poliklinikou v Roudnici nad Labem a litoměřické Městské nemocnice prostřednictvím nadnárodních společností. Angažuje se v zachování rušených spojů autobusové dopravy nejen v okolí Štětí. Dalším programem je pomoc, aby i v rámci volebních obvodů Senátu byly uznávány hranice okresů a krajů ČR.